# Marcus Pontius Laelianus Larcius Sabinus

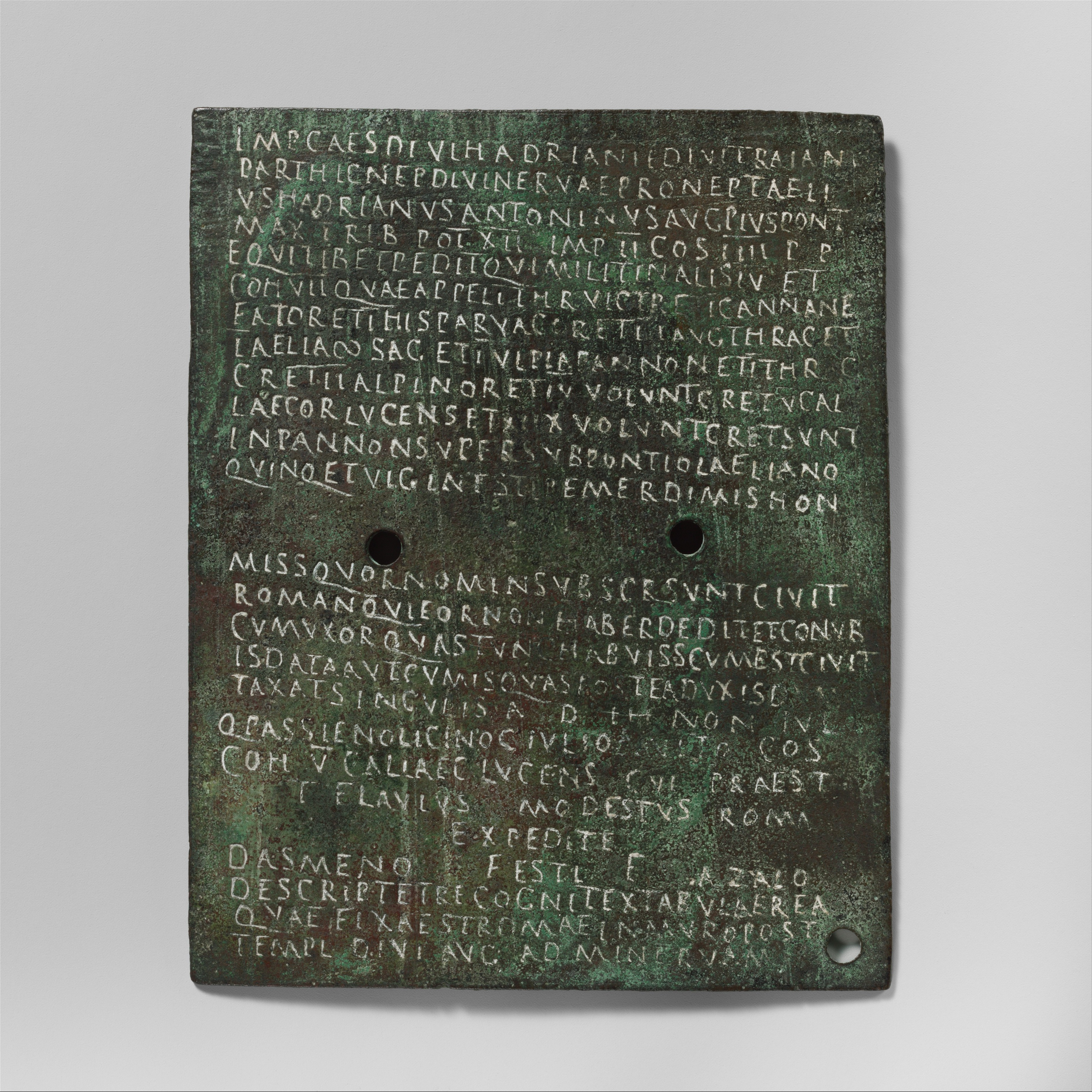
Das Militärdiplom von 149 n. Chr.

Marcus Pontius Laelianus Larcius Sabinus war ein römischer Senator, Politiker und Offizier. Er wurde wahrscheinlich noch in den letzten Jahren des 1. Jahrhunderts n. Chr. geboren und starb im Jahr 180 n. Chr. oder kurz davor.

## Leben
Auf dem Trajansforum in Rom fand sich die Basis einer vom Senat auf Veranlassung Mark Aurels errichteten Ehrenstatue, auf deren Inschrift sein vollständiger Name wiedergegeben ist. Sein Vater war vielleicht Pontius Laelianus, der im so genannten Testamentum Dasumii vom Sommer des Jahres 108 bedacht wurde, das in der Calixtus-Katakombe in Rom entdeckt wurde. Nach Meinung des Althistorikers Géza Alföldy (1935–2011) könnte der Suffektkonsul des Jahres 153, Marcus Pontius Sabinus, ein jüngerer Bruder des Marcus Pontius Laelianus Larcius sein. Als Herkunftsort der beiden mutmaßte Alföldy das gallische Baeterrae, heute Béziers.
Der Cursus honorum des Marcus Pontius Laelianus Larcius Sabinus spannt sich von der Regierungszeit des Kaisers Hadrian (117–138) über die des Antoninus Pius (138–161) bis zu Mark Aurel (161–180). Er begann seine Laufbahn als quatuorvir viarum curandarum (Beamter für das Straßenwesen). Während seines ersten militärischen Kommandos als Militärtribun (tribunus laticlavius) der Legio VI Victrix wurde die Legion noch vor dem 17. Juli 122 aus dem niedergermanischen Vetera in das britannische Eboracum (York) verlegt. Der damalige niedergermanische Statthalter, Aulus Platorius Nepos, unter dem er seinen Dienst antrat, wurde zur selben Zeit Statthalter von Britannien. Nachdem Marcus Pontius Laelianus Larcius Sabinus seinen rund dreijährigen Militärdienst als Tribun beendet hatte, war er ungefähr 25 Jahre alt. Anschließend war er Quästor der römischen Provinz Gallia Narbonensis, Beamter ab actis senatus, Volkstribun als candidatus Hadrians, Prätor, Curator rei publicae der südgallischen Civitas Arausicensis (Orange) und um 140 Legat der Legio I Minervia, die in Bonn stationiert war.
141 wurde Marcus Pontius Laelianus Larcius Sabinus Statthalter der Provinz Pannonia inferior (Unterpannonien) und bezog in deren Hauptstadt Aquincum (Budapest) Quartier. Sein unmittelbare Amtsvorgänger war möglicherweise Statilius Maximus, der nach Alföldy nicht mit Titus Statilius Maximus identisch ist. Nach neueren Überlegungen könnte auch Claudius Maximus (Suffektkonsul 142 oder 143) unmittelbarer Vorgänger des Pontius gewesen sein. Diplome, wie das vom 7. August 143 nennen Pontius Laelianus Larcius in Unterpannonien. Laut einer in Aquincum gefundenen, fragmentarisch erhaltenen Konstitution vom September/Oktober 145 war zu diesem Zeitpunkt bereits sein Nachfolger Quintus Fuficius Cornutus im Amt.
Im Anschluss an diese Statthalterschaft war Pontius Laelianus zusammen mit Quintus Mustius Priscus Suffektkonsul. Eine Grabinschrift aus Rom nennt die beiden als Amtsinhaber an einem 2. August – wie man lange Zeit glaubte im Jahr 144. Ein unpubliziertes Militärdiplom aus Arabia bewies jedoch zu Beginn des 21. Jahrhunderts, dass er dieses Amt erst 145 innegehabt hatte.
Auf einer Konstitution vom 19. Juli 146 ist Pontius Laelianus Larcius bereits Statthalter der Provinz Pannonia superior (Oberpannonien) mit Sitz in Carnuntum. Das Amt hatte er von seinem Vorgänger Statilius Hadrianus übernommen. Seine letzte bisher bekannte Nennung in dieser Funktion bezieht sich auf den 5. Juli 149, so dass sein Nachfolger, Claudius Maximus, auch noch in diesem Jahr die Statthalterschaft hätte übernehmen können. Anschließend wurde Marcus Pontius Laelianus Larcius Sabinus in derselben Funktion nach Antiochia am Orontes in Syrien versetzt. Dort trat er spätestens im August 150 sein Amt an. Ein auf dem Gebiet Palmyras entdeckter Cippus vom Dezember 153 belegt neben seinem Cursus honorem, dass er damals im Auftrag des Kaisers Antoninus Pius die fines regionis Palmyrenae – die Landesgrenzen – wiederhergestellt hatte.
Zusammen mit einer Reihe fähiger Offiziere wie dem Prätorianerpräfekten Titus Furius Victorinus und dem Kriegshelden Marcus Statius Priscus Licinius Italicus begleitete Marcus Pontius Laelianus Larcius nach der Beendigung seiner syrischen Statthalterschaft als comes (militärischer Begleiter) den kriegsunerfahrenen Mitkaiser Lucius Verus (161–169) auf dessen Feldzug gegen die Parther, der von 161 bis 166 dauerte. 163 hatte Verus seinen Hof in Antiochia am Orontes aufgeschlagen, im gleichen Jahr wurde Armenien zurückerobert. Als Disziplinoffizier stellte Pontius Laelianus Larcius in dieser Zeit die Zucht und Ordnung der Armee sicher. Letztendlich fand der Feldzug am 12. Oktober 166 mit einem großen Triumphzug in Rom seinen offiziellen Abschluss und Marcus Pontius Laelianus Larcius Sabinus erhielt von Mark Aurel und Lucius Verus verschiedene militärische Auszeichnungen.
Während seines nächsten Einsatzes in dem von 166 bis 167 dauernden germanischen Krieg der beiden Kaiser war er erneut comes und behielt diesen Titel auch noch 175. Damals erhielt Mark Aurel die in der Ehreninschrift genannten Beinamen Germanicus Sarmaticus. Marcus Pontius Laelianus Larcius Sabinus, der auch Mitglied verschiedener Priesterschaften war (Pontifex, Sodalis für den vergöttlichten Verus, Fetialis) ist im Jahr 180 oder kurz davor gestorben.
Marcus Pontius Laelianus, ein Sohn des Pontius Laelianus Larcius Sabinus, wurde 163 ordentlicher Konsul und 166/167 Statthalter der Provinz Moesia inferior (Niedermösien).